# 오늘밤 좋은밤
오늘밤 좋은밤은 2001년 4월 23일부터 2001년 10월 29일까지 문화방송에서 방송되었던 코미디 프로그램인데 당초 《코미디 닷컴》에서 방송했지만 이 프로그램 폐지 후 이동한 '알까기' 와 '추억은 방울방울' 등의 코너를 통해 10~15%대의 시청률을 기록하며 인기를 모았으나 같은 해 9월 24일부터 코너들을 물갈이하면서 시청률이 갈수록 떨어지자 그 해 가을개편(10월 29일)으로 막을 내렸으며 MBC는 그 이후 1년에 2개 이상 코미디 프로그램을 중복 편성하지 않았다.
한편, 최양락이 해당 프로그램을 통해 28회 한국방송대상 통합 코미디언상 수상의 영예를 안았고 한국방송대상 코미디언상은 17회부터 시행되어 남-녀 부문으로 갔지만 26회부터 통합 코미디언상으로 바뀌었는데 최양락은 28회 통합 코미디언상에 앞서 SBS <웃으며 삽시다>로 23회 남자 코미디언상 수상의 영예를 안았다.

## 기획 의도
- <오늘밤 좋은밤> 은 성인취향에 맞는 고품격 코미디를 지향하며, 과거와 현재를 비교하여 우리의 문제점을 풍자해 보고 시청자들의 잃어버린 추억을 되새기게 해준다. TV 채널권을 십대에게 빼앗긴 성인들에 맞게 다양한 코너를 신설하여 부담없이 즐길 수 있는 성인취향의 코미디를 마련한다.

## 방송 시간
| 방송 채널 | 방송 기간                          | 방송 시간                            | 방송 분량 |
| --------- | ---------------------------------- | ------------------------------------ | --------- |
| MBC TV    | 2001년 4월 23일 ~ 2001년 8월 6일   | 매주 월요일 밤 10시 55분 ~ 11시 55분 | 1시간     |
| MBC TV    | 2001년 8월 20일 ~ 2001년 10월 29일 | 매주 월요일 밤 11시 5분 ~ 12시 5분   | 1시간     |

## 코너소개
- 여자의 창 : 늘 사랑에 실패하는 노처녀(박희진)이 단골카페에서 벌이는 외로운 애정행각. 맘에 드는 남자에게 항상 먼저 다가가지만, 결코 범상치 않은 그녀의 돌출행동에 남자들은 두려움에 떨곤한다. 박희진의 피아노 라이브 연주 실력 감상이 또 다른 재미.
- 휘영청 밝은 달이 : 한양에 글공부간 남편을 기다리는 몰락한 양반가문의 마님과 마당쇠의 밀고 당기는 심리코미디. 외로운 밤 독수공방에 지친 마님(정선희)은 남편을 그리다, 무식하지만 남성미가 넘치는 마당쇠(김현철)에게 점차 마음이 끌리지만, 양반의 지체 때문에 뜻을 이루긴 쉽지가 않다.
- 다큐멘터리 이제야 말하나 : 코미디하우스의 다큐멘터리 격동30초의 업그레이드판. 역사적 사실을 되짚어보는 형식을 그대로 빌려왔고, 30초의 시간제한은 버렸다. 시청자에게 친숙한 역사적 사실을 이면을 재연해 보여주는 듯 하다가 여지없이 삼천포로 빠지면서 웃음을 유도.(나레이션-김학도)
- 월요마침뉴스 : 이우제, 안선영의 뉴스패러디. 실제 뉴스센터에서 진행되며, 겉은 멀쩡한 앵커들의 황당한 뉴스진행과 가짜기자들의 뉴스로 웃음을 유도한다.
- 짧은 성대모사 : 신인 개그맨 은호와 헌이 최지우, 장동건, 초대 대통령 이승만, 삼천궁녀 등에 대해 짧지만 코믹한 성대모사를 보여준다.
- 쫄라맨 : 인터넷 플래쉬무비로 선풍적 인기를 모은 졸라맨의 패러디. 실제 졸라맨과 비슷한 신인개그맨 조인기가 쫄라맨(허리띠를 쫄라맨다는 뜻)으로 분장, 부귀와 영화를 위해 허리띠를 쫄라매는 현대인을 풍자한다. 정의의 쫄라맨 화이팅.
- 화장을 지우며 : 이른바 유흥업소에서 근무하는 직업여성의 애환. 늘 화장을 지우며 독백형식으로 고독과 사랑을 진지하게 털어놓지만, 끝은 언제나 <나가요>를 외치며 직업전선으로 돌아간다.(신인개그맨 김선정)
- 2001 알까기 제왕전 : 업그레이드 알까기 명인전 : 문화, 연예계등의 유명인들이 펼치는 유쾌한 알까기 명승부를 보여주는 <코미디 닷 컴>의 인기 코너를 한단계 업그레이드시켰다.
- 총리일기 : 콩트형식으로 정치, 경제문제를 풍자하며 탤런트 백일섭 김자옥 김주승 등이 출연했다.
- 추억은 방울방울 : 정지컷(CUT) 연결기법으로 과거 고교 학창시절 모습들을 재현하며 여러 가지 교육문제들도 다루었다.
- 아름다운 시절
- 월요시사회
- 괴상한 릴레이
- 상상릴레이
- 우리시대의 아버지
- 우리가 어쩌다 사랑했을까
- 두 남매
- 불쇼이 발레단
- 배영만의 아름다운 TV얼굴
- 엄마의 동화
- 나경훈의 유쾌한 상담
- 김치사랑
- 배칠수의 명작열전
- 신통방통 똘이동자
- 코미디는 나의 인생
- 장여사의 결혼교실
- 버터랑 치즈랑

## 결방
- 2001년 8월 13일 - 9시 55분부터 특선영화 《터뷸런스》편성[3]
- 2001년 10월 1일 - 추석특선영화 《아이언 마스크》편성[4]

## 역대 출연자
- 백일섭
- 김자옥
- 김주승
- 박희진
- 정선희
- 김현철
- 김학도
- 이우제
- 안선영
- 은호와 헌이
- 조인기
- 김선정
- 최양락
- 김상호
- 이용식
- 서승만
- 배영만
- 황기순
- 홍기훈
- 표영호
- 김경식
- 정성한
- 김진수
- 김효진
- 서춘화
- 정성호
- 고명환
- 문천식
- 정준하
- 한재진
- 전영미
- 노정렬
- 배호근
- 문경훈
- 고정호
- 안선영
- 손헌수 ETC